# NGC 595
NGC 595 је део галаксије (на пример сјајан HII регион) у сазвежђу Троугао која се налази на NGC листи објеката дубоког неба.
Деклинација објекта је + 30° 41' 32" а ректасцензија 1h 33m 34,0s. Привидна величина (магнитуда) објекта NGC 595 износи 13,5. NGC 595 је још познат и под ознакама HII in M 33.